# Butíkovo
Butíkovo (en rus: Бутиково) és un poble (un possiólok) de l'óblast de Tula, a Rússia, segons el cens del 2010 tenia 1.115 habitants.